# 1958 na Coreia do Sul
Esta é uma cronologia dos principais fatos ocorridos no ano de 1958 na Coreia do Sul.

## Incumbente
- Presidente – Syngman Rhee (1948–1960)

## Eventos
- 2 de maio – É realizada a eleição legislativa

## Nascimentos
- 20 de junho – Jang Jung-hee, atriz